# Black Light District (EP)
Black Light District (2002) es un miniálbum o EP de la banda neerlandesa de rock The Gathering.
Inicialmente estuvo  disponible sólo como una versión en Internet el 24-06-2002, y fue oficialmente lanzado a la distribución el 16-09-2002. 
El EP marcó el aniversario  número 12 ½ de la banda, y también el final de su contrato de cinco álbumes con Century Media Records. 
Black Light District fue puesto a la venta bajo el propio sello discográfico de The Gathering,  Psychonaut, y fue su primera producción bajo esta etiqueta con material completamente nuevo.
Sin embargo, este EP no puede considerarse como un álbum: " Souvenirs" aunque fue publicado un año posterior, es ampliamente considerado como el primer lanzamiento de un álbum nuevo de Psychonaut Records.

## Lista de canciones
1. "Black Light District" – 16:22
2. "Debris" – 4:35
3. "Broken Glass (piano version)" – 3:30

Todas las cacnicones escritas e interpretadas por The Gathering.
"Debris" fue compuesta por The Gathering y  Zlaya Hadzich. 
Las  letras fueron escritas por  Anneke van Giersbergen y  Hadzich. Partes habladas en "Black Light District" fueron interpretadas por la cantante inglesa Sarah Jezebel Deva.
El CD también contienen una pista oculta, la cual de acuerdo con la banda fue titulada “Over You",  y una parte multimedia que presentó un extenso vídeo del grupo trabajando en este miniálbum y en piezas de su siguiente material, el ya mencionado álbum  Souvenirs.

## Créditos
- Frank Boeijen – Teclados
- Anneke van Giersbergen –  Vocales
- Hugo Prinsen Geerligs – Bajo
- Hans Rutten – Batería
- René Rutten –  Guitarra
- Sarah Jezebel Deva - Voz de Narración

- Datos: Q2378094